# Mochlosoma lacertosum
Mochlosoma lacertosum är en tvåvingeart som först beskrevs av Wulp 1891.  Mochlosoma lacertosum ingår i släktet Mochlosoma och familjen parasitflugor. Inga underarter finns listade i Catalogue of Life.